# Ducat de Caríntia
El Ducat de Caríntia va ser un ducat al sud d'Àustria i una zona del nord d'Eslovènia. Va formar part del Sacre Imperi Romanogermànic entre el 976 (quan la Marca de Caríntia fou erigida en ducat i separada del ducat de Baviera) i la dissolució de l'imperi el 1806 i després de la unió entre Àustria i Hongria fins a la seva separació el 1918. Des del Tractat de Saint-Germain-en-Laye el 1919 i el plebiscit de l'octubre de 1920, la major part del ducat forma part de l'estat austríac de la Caríntia, un petita part del sud-est (la Caríntia eslovena i la comunitat de Jezersko) es va afegir al nou Regne dels Serbis, Croats i Eslovens, mentre que la Val Canale amb la municipalitat de Tarvisio era cedida al Regne d'Itàlia.

## Carantània i dinasties medievals
Al segle VII l'àrea era part del principat eslau de Carantània, que aproximadament el 743 es va posar sota sobirania del duc Odiló de Baviera. El ducat nacional bavarès es va incorporar finalment a l'Imperi Carolingi, quan Carlemany va deposar el fill del duc Odiló, Tassiló III el 788. Durant la partició de 843 pel Tractat de Verdun, Caríntia va esdevenir part de la Frància Oriental sota el rei Lluís el Germànic. En aquest temps formava un comtat. Des de 889 a 976 es va constituir en la Marca de Caríntia depenent del ducat de Baviera; el 927 el comte carinti Bertold de la dinastia dels Luitpoldings va rebre drets ducals de mans d'Enric, rei d'Alemanya. Després que Bertold va esdevenir duc de Baviera el 938, els dos territoris foren governats per ell. A la seva mort el 948 els Luitpoldings, encara que d'una branca de la dinastia otoniana, no van poder retenir les seves possessions, ja que el rei Otó I va enfeudar les terres bavareses al seu germà petit Enric I de Baviera

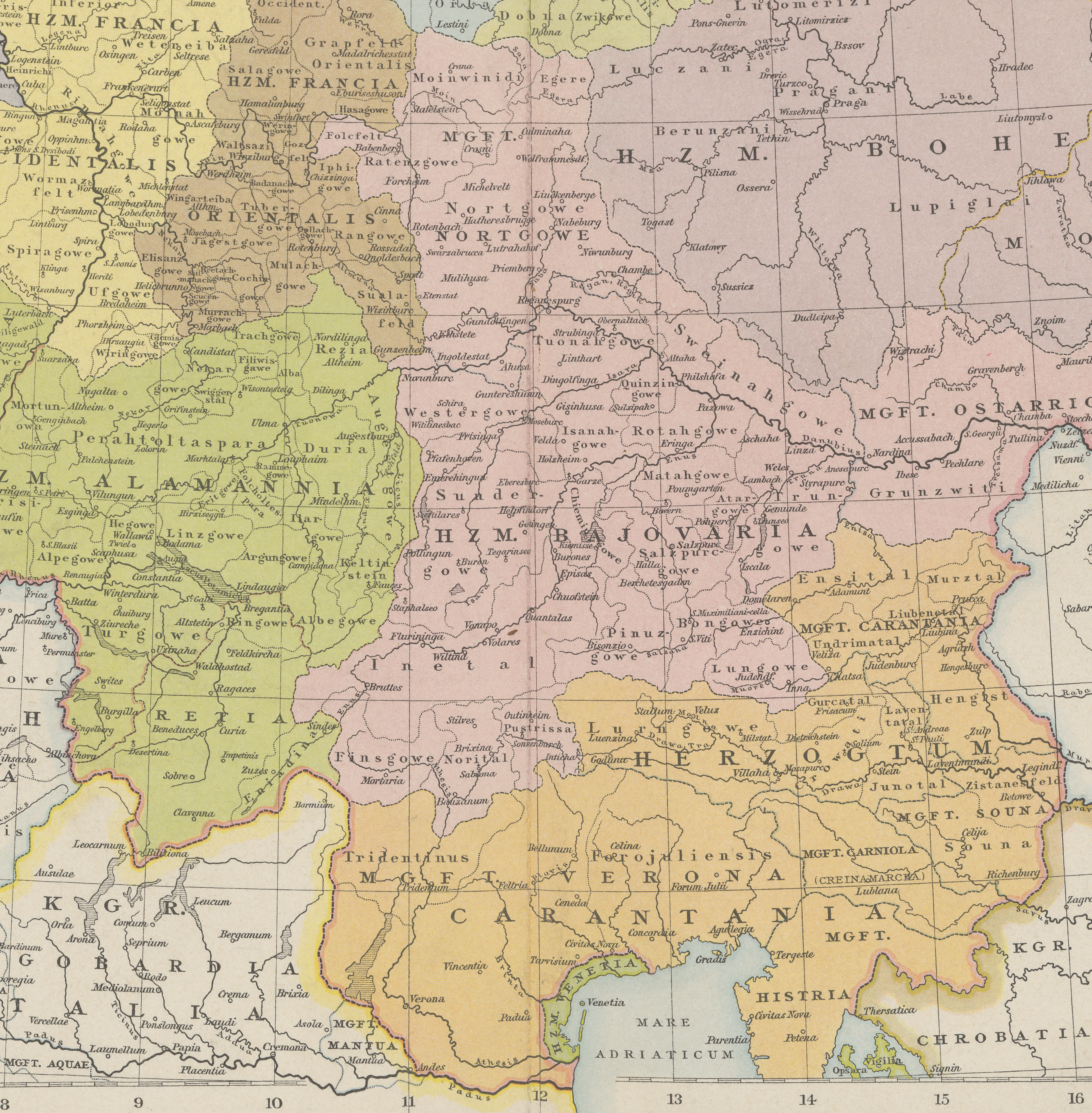
En taronja el Ducat de Caríntia amb les marques de Verona o Friül, Ístria, Carniola i Estíria,
vers 1000

El duc Enric II de Baviera el Bel·licós, fill d'Enric I, es va revoltar el 974 contra el seu cosí, l'emperador Otó II, i per aquesta causa fou deposat com a duc de Baviera en favor d'un nebot d'Otó, Otó I de Suàbia. Alhora l'emperador Otó va considerar que era l'ocasió oportuna i va crear un sisè ducat al costat dels ducats troncals originals, que fou el ducat de Caríntia; el nou ducat va quedar separat de les terres bavareses; el país tornava al Luitpoldings, ja que el fill de l'antic duc Bertold de Baviera, Enric el Jove fou investit com a duc el 976. El ducat llavors comprenia un vast territori vast incloent-hi les marques d'Estíria (marchia Carantana), de Carniola, d'Ístria i de Verona a l'antic Regne d'Itàlia. No obstant això Enric III fou el primer i també el darrer duc Luitpolding: va decidir unir-se a la infructuosa revolta coneguda com la guerra dels tres Enrics (977–978) contra l'emperador Otó II, i va perdre Caríntia al cap de dos anys (978) sent succeït pel nebot de l'emperador Otó II, també anomenat Otó, d'una branca de la dinastia sàlica. Encara que Enric III va aconseguir recobrar el títol ducal el 985, a la seva mort el 989 va tornar a la dinastia otoniana imperial de Baviera.
Caríntia no obstant va romandre una entitat separada, i el 1012 el comte Adalberó d'Eppenstein, que havia estat nomenat marcgravi d'Estíria vers l'any 1000, fou investit amb el ducat per l'emperador Enric II, mentre la marca d'Ístria fou separada del ducat i donada al comte Poppo de Weimar (que el 1040 va rebre també la Marca de Carniola, fins a la seva mort el 1044). Adalberó d'Eppenstein fou destituït el 1035 quan va perdre el favor de l'emperador sali Conrad II del Sacre Imperi Romanogermànic. El 1039 Caríntia fou heretada pel mateix emperador Enric III del Sacre Imperi Romanogermànic, que finalment va segregar la marca de Carniolia el següent any i la va donar al marcgravi Poppo d'Istria. El 1077 el ducat fou donat a Luitold, també membre de la Casa d'Eppenstein, que, tanmateix, es va extingir amb la mort del fill de Luitpold, Enric III de Caríntia, el 1122. A la seva mort el ducatT fou encara reduït una mica més en superfície: una part gran de les terres d'Eppenstein en el que és avui l'alta Estíria, passaren al marcgrave Ottokar II d'Estíria.
La resta de Caríntia va passar del duc Enric III al seu fillol Enric IV de Sponheim, que va governar com Enric VI de Caríntia de 1122 fins a la seva mort el següent any. El més excepcional dels ducs de la casa de Sponheim fou Bernat, el primer duc carinti que es descrivia de fet i s'honrava en documents com "príncep de la terra". L'últim duc de la casa de Sponheim fou Ulric III de Caríntia; al principi va signar un tractat d'herència amb el seu germà, l'arquebisbe de Salzburg Felip de Sponheim, però aquest no es va poder imposar a la reclamació del rei de Bohèmia Ottokar II Premysl que es va apoderar del ducat. Malgrat que Felip va tenir el suport el rei alemany Rodolf d'Habsburg, i va aconseguir derrotar a Ottokar II a la batalla de Marchfeld de 1278, i les terres que havia adquirit van tornar a la corona alemanya. Amb el Pacte de Georgenberg de 1286, Rodolf va assegurar per a la seva família els ducats d'Àustria i Estiria. Les parts del sud de l'antic regne d'Ottokar, el ducat de Caríntia, la veïna marca de Carniola i Savinja, van anar als aliats Meinardins de Rodolf. Felip mai va aconseguir un poder real a Caríntia; el ducat va quedar en mans de Rodolf quan Felip va morir el 1279.

## Habsburgs

Els territoris que conformen l'arxiducat d'Àustra

Rodolf, després de ser elegit rei dels Romans i derrotar a Ottokar II, al principi va donar Carinthia al compte Meinard II de Gorízia-Tirol. El 1335, després de la mort d'Enric VIII de Caríntia, l'últim mascle d'aquesta línia, l'emperador Lluís IV del Sacre Imperi Romanogermànic finalment va donar Caríntia i la part del sud del Tirol, com a feu imperial, a la família d'Habsburg (2 de maig de 1335, en una cerimònia a Linz) que governaven al ducat d'Àustria i a diversos territoris de Suàbia, i que estaven destinats ha governat a Caríntia fins al 1918. Com les altres parts integrants de la monarquia dels Habsburg, Caríntia va romandre un estat semiautònom amb la seva pròpia estructura constitucional durant molt de temps. Els Habsburgs es repartiren els seus territoris dins de la família dues vegades, segons el tractat de Neuberg de 1379 i altra vegada el 1564. Cada vegada, el ducat de Caríntia fou part de l'Àustria Interior amb Estíria i Carniola i es governava conjuntament amb aquestos ducats adjacents.

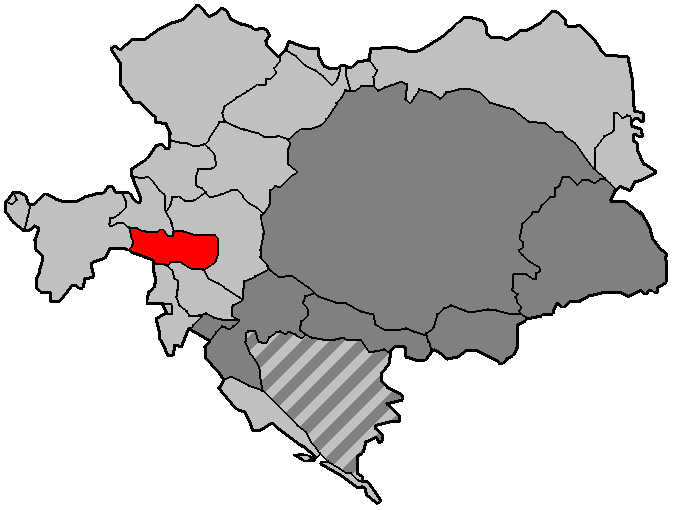
Territori de la corona de Caríntia a la part de Cisletània d'Àustria-Hongria

L'emperadriu Maria Teresa I d'Àustria i el seu fill Josep II intentaren crear un estat Habsburg més unitari, i el 1804, Caríntia es va integrar a l'Imperi Austríac. Segons el Tractat de Schönbrunn de 1809, el territori de l'alta Caríntia entorn de Villach fou part de les Províncies Il·líriques, territori de la França napoleònica. Després del Congrés de Viena de 1815, tota Caríntia fou part del Regne d'Il·líria (1816-1849), un regne dels Habsburg separat d'Àustria, fins a la seva dissolució el 1849, quan va tornar a passar a la corona d'Àustria. El 1867 el ducat va esdevenir una terra de la corona dins de Cisletània, la part occidental d'Àustria-Hongria.
Durant els segles, l'alemany, que tenia més prestigi, es va expandir a compte de l'eslovè, però el fet que al segle xvi la dieta de Carinthia encara assenyalabva que el país era un "arxiducat víndic" (és a dir un principat sobirà eslovè), mostra que la gent del país era conscient de les seves antigues arrels prealemanyes.

## Primera Guerra Mundial i Plebiscit Carinti
Durant la Primera Guerra Mundial, Caríntia va experimentar un nombre relativament alt de morts de guerra - trenta-set per casa mil habitants; això era més alt que la majoria de les altres àrees de parla alemanya d'Àustria-Hongria excepte la Moràvia Meridional Germànica.
Després del final de la guerra i la dissolució d'Àustria-Hongria, el Tractat de Saint-Germain-en-Laye (1919) estipulava la Vall de Canal de Caríntia, que s'estenia de Tarvisio fins a Pontafel (445 km²) passaven a Itàlia i que les àrees que parlaven eslovè de la Vall del Meža, l'àrea de la Vall del Drava al voltant d'Unterdrauburg, després rebatejada Dravograd, i l'àrea de Jezersko (332 km²) eren cedides al nou estat dels Serbis, Croats i Eslovens. Aquest estat es va constituir en Regne dels Serbis, Croats i Eslovens el 1920 i no va estar d'acord amb les terres carínties assignades i va ocupar també les terres al nord de la serralada de Karawanken, incloent-hi la ciutat principal de Klagenfurt. Els poders de l'Entente (Entesa) de la Primera Guerra Mundial van decidir un referèndum de dues etapes: la primera etapa, el Plebiscit de Caríntia es va fer el 10 d'octubre de 1920 per determinar el destí de Caríntia. El resultat favorable a Àustria no va canviar les fronteres com s'havien establert al Tractat de Saint-Germain.

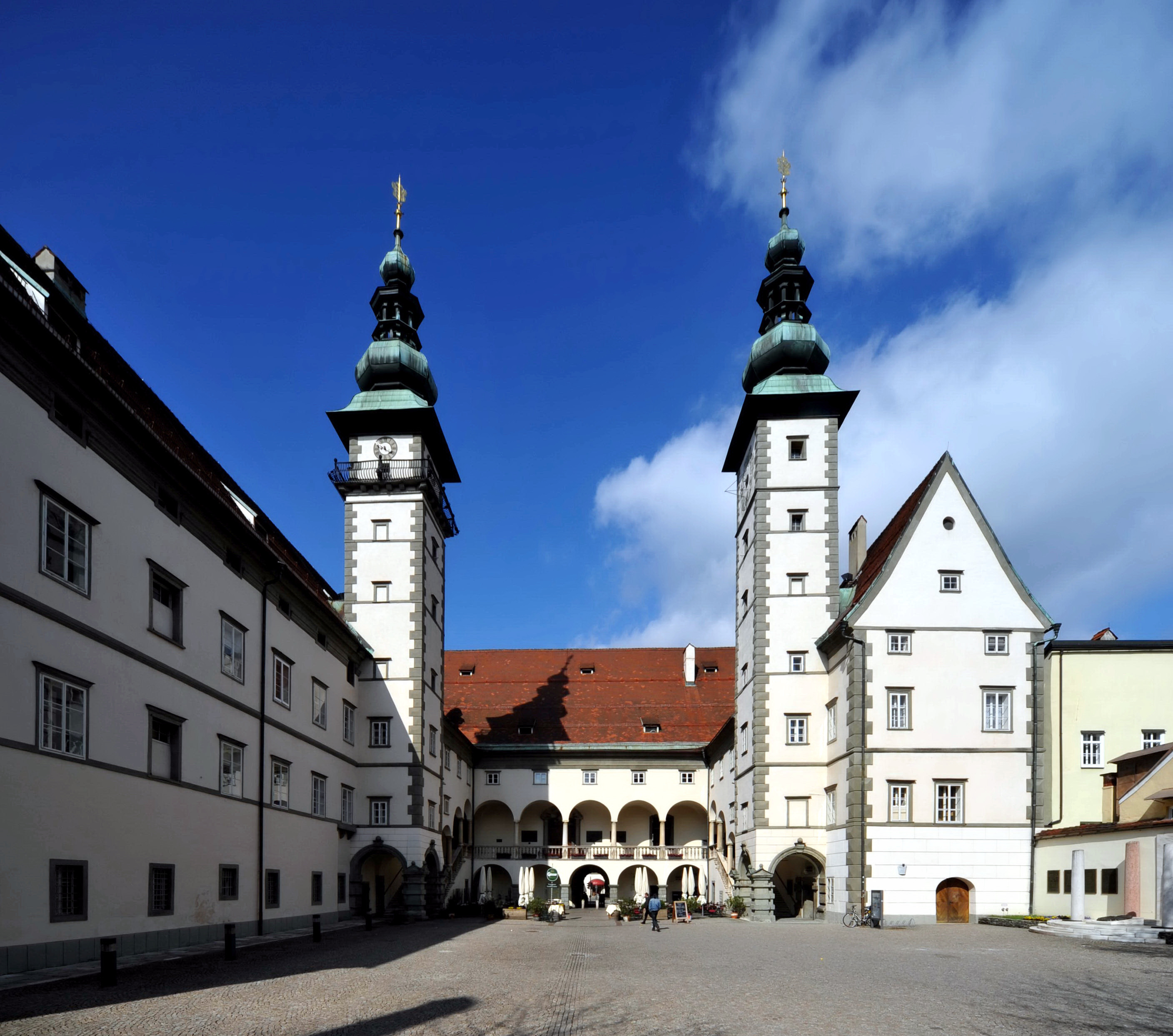
Klagenfurt Landhaus

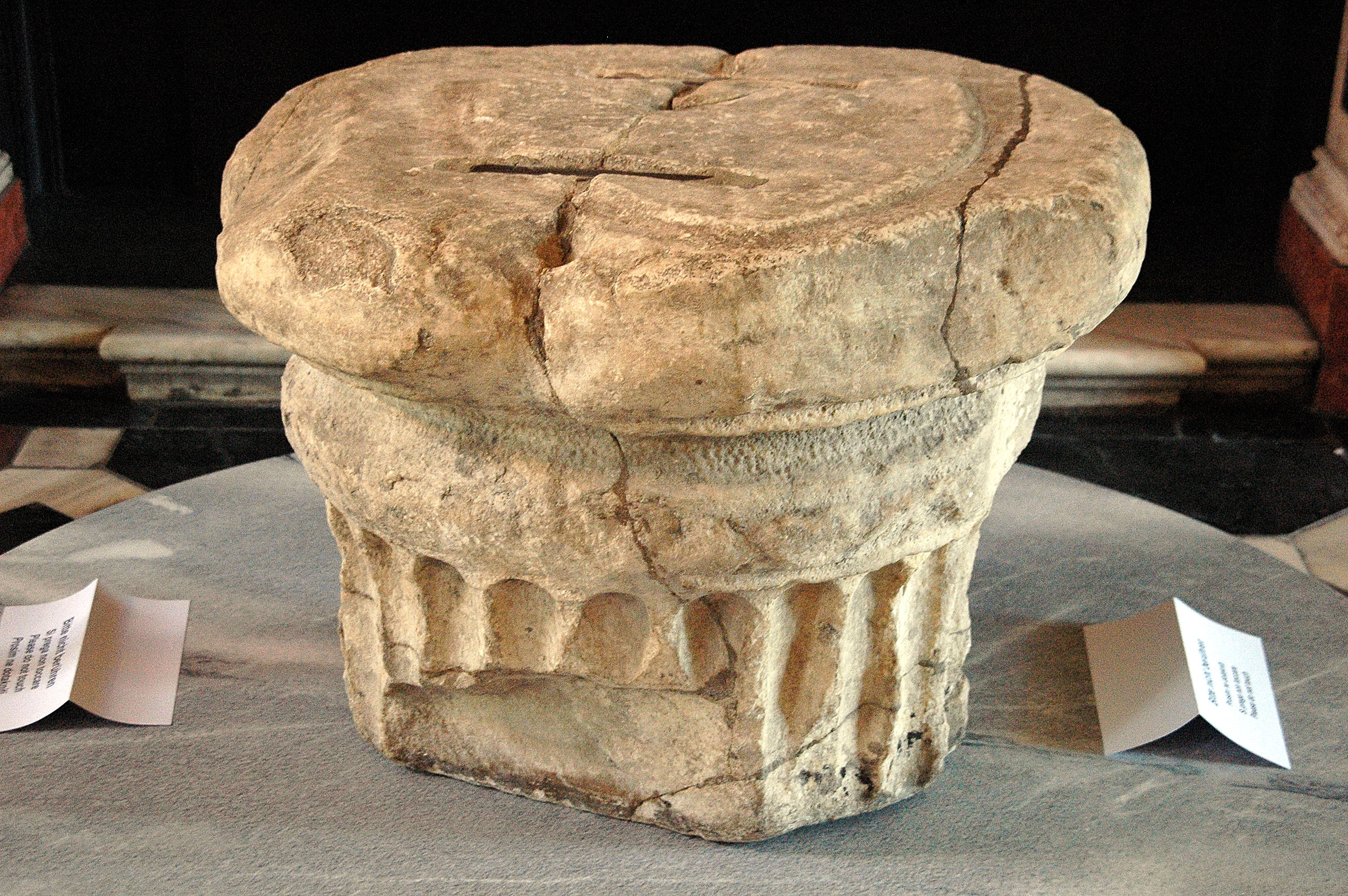
La Pedra del Príncep (Knežji kamen)

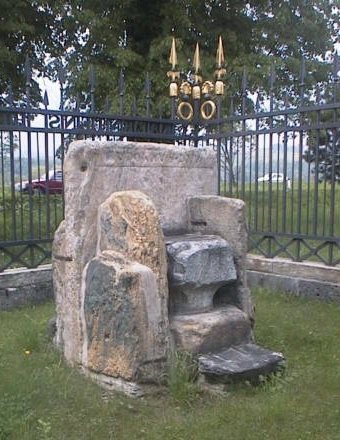
La Cadira del Duc (Vojvodski prestol)

La part austríaca de l'anterior ducat forma avui l'estat federal de Caríntia (Land Kärnten), mentre que l'àrea que fou cedida a Itàlia com a part de l'anomenada "Marca de Júlia (o Marca Juliana)", pertany a la regió autònoma de Friül - Venècia Júlia. La majoria de l'àrea que havia caigut a mans del Regne dels Serbis, Croats i Eslovens, des de 1929 rebatejat Iugoslàvia, avui dia forma part de la gran regió de Koroška a Eslovènia.

## Àrea i població
Area:
- Total: 10.327 km²

Població (cens de 1910):
- Total (estimat): 396.200 habitants

### Composició lingüística
Segons el darrer cens imperial austríac de 1910, el Ducat de Caríntia tenia les següents comunitats lingüístiques:
- alemany: 304.287 (76,80%)
- eslovè: 82.212 (20,75%)
- italià: 82 (0,02%)
- Altres llengües o desconegut: 9.619 (2,43%)

Els censos austríacs no consideraven grups ètnics, ni la llengua materna, sinó la "llengua d'interacció diària" (Umgangssprache).

### Composició religiosa
- catòlics: 385.314 (97,25%)
- protestants: 9.698 (2,45%)
- jueus: 396 (0,10%)
- Altres religions o desconegut: 792 (0,20%)

## Llista de Ducs de Caríntia
Luitpoldings
- Enric I (976-978)

Dinastia Sàlica
- Otó I (978-985)

Luitpoldings
- Enric I (985-989), segona vegada, duc de Baviera 983-985

Dinastia Otoniana
- Otó II 989, emperador com Otó III.
- Enric II (989-995), també duc de Baviera 985-995
- Enric III (995-1002), també duc de Bavaria 995-1005 i emperador Enric II

Dinastia Sàlica
- Otó I (1002–1004), segona vegada
- Conrad I (1004–1011)

Casa d'Eppenstein
- Adalberó (1011–1035)

Dinastia Sàlica
- Conrad II (1036–1039)
- Enric IV (1039–1047), també duc de Baviera 1026-1041 i emperador Enric III 1046-1056

Casa Vella dels Welf
- Welf (1047–1055)

Ezzònides
- Conrad III (1056–1061)

Casa de Zähringen
- Bertold II (1061–1077)

Casa d'Eppenstein
- Luitold (1077–1090)
- Enric V (1090–1122)

Casa de Sponheim
- Enric VI (IV de Sponheim) (1122–1123)
- Engelbert (1123–1134)
- Ulric I (1134–1144)
- Enric VII (V de Sponheim) (1144–1161)
- Herman I (II de Sponheim) (1161–1181)
- Ulric II (1181–1201)
- Bernat (regent des de 1199, duc 1202-1256)
- Ulric III (1256–1269)
  - Felip de Caríntia, pretendent

Dinastia Premíslida
- Ottokar I (II de Bohèmia) (1269–1276), rei de Bohèmia 1253-1278 (també duc d'Àustria, d'Estíria i de Carniola)

Casa d'Habsburg
- Rodolf I (1276–1286), també rei d'Alemanya 1273-1291

Gorízia-Tirol
- Meinard (1286–1295)
- Enric VIII (I de Bohèmia) (1295–1335), també rei de Bohèmia 1306/1307-1310, conjuntament amb els seus germans
  - Lluís (1295–1305)
  - Otó III (1295–1310)

Casa d'Habsburg
- Otó IV l'Alegre (I d'Habsburg) (1335–1339), conjuntament amb el seu germà
  - Albert I (II d'Habsburg) el Savi (1335-1358), des de 1339 junt amb els seus nebots:
  - Frederic I (II d'Habsburg) (1339–1344), conjuntament amb el seu germà (el següent) i el seu oncle (anterior)
  - Leopold I (II d'Habsburg) (1339–1344), conjuntament amb el seu germà (anterior) i el seu oncle (Albert)
- Rodolf II el Fundador (IV d'Habsburg) (1358–1365)
- Albert II (III d'Habsburg) el de la Trena (1365–1379/1395)
- Divisió en dues línies el 1379. Els territoris dels Habsburg es van reunificar el 1458.

Línia Leopoldina d'Àustria
- Leopold II (III d'Habsburg) (1379-1386)
- Guillem el Cortès (1386–1406)
- Ernest el de Ferro (1406–1424)
- Frederic II (III emperador, IV d'Alemanya i V d'Habsburg/Àustria (1424–1493)

Casa d'Habsburg
- Maximilià I (1493-1519), també emperador 1508-1519
- Carles I jo (1519-1521), també emperador 1519-1556 com a Carles V
- Ferran I (1521-1564), també Emperador 1558-1564

Habsburgs d'Àustria Interior
- Carles II (1564-1590)
- Ferran II (1590-1637), també emperador 1619-1637
- Caríntia va quedar unificada amb la resta de dominis dels Habsburg el 1619.